# Прохор Весновей
Прохор Весновей — день народного календаря славян, приходящийся на 10 (23) февраля. Название дня происходит от имени святого Прохора Лебедника. День Харлампия — хранителя от внезапной смерти и Прохора-зимооха.

## Другие названия
рус. Зимоох, Прохоров день, Валентина, Харлампий; укр. Прохора і Харлампія; бел. Харлам, Парфір, Ганна, Прохар, Валянціна, Паўла; болг. Хараланбей, Хараламповден; болг. и макед. Чуминден, Чумин(ски) празник; охрид. Пануклин празник; серб. Харалампијевдан; чеш. Scholastica.
В этот день почитаются в том числе: православными славянами — Харалампий Магнезийский, Прохор Лебедник, Анна (Ингигерда), девы Валентина и Павла; славянами-католиками — святая Схоластика; чьи имена присутствуют в названиях дня.

## Обряды и поверья
Священномученику Харалампию молятся о сохранении от внезапной или скоропостижной смерти, о плодородии земли.
Украинцы отмечали этот день в честь Харлампия — покровителя животных. Болгары совершали обряды, защищающие от болезней. Болгары, украинцы и русские считали, что с этого дня начинает согреваться земля.

## Поговорки и приметы
- На Прохора и зимушка-зима заохает[8].
- На Прохора февраль хоть злится, но весну чует[9].
- До Прохора старуха охала: «Ох, студно!». Пришёл Прохор и Влас: «Никак скоро весна у нас!»[8].
- Со святой Схолостицы надевай рукавицы (чеш. O svaté Scholastice navleč si rukavice)[5].